# Rue Borda
La rue Borda est une voie située dans le quartier des Arts-et-Métiers du 3e arrondissement de Paris.

## Situation et accès
La rue Borda est desservie à proximité par les lignes 3 et 11 à la station Arts et Métiers.

## Origine du nom
Cette rue porte le nom de Jean-Charles Borda (1733-1799), mathématicien, physicien, politologue et navigateur français.

## Historique
La voie est ouverte, en 1816,  et porte son nom actuel en 1817, dans le cadre du développement du marché Saint-Martin, au même moment que les rues Ferdinand-Berthoud (aujourd'hui disparue), Conté, Montgolfier, et Vaucanson. La rue Borda débouchait à l'époque de sa création rue des Fontaines (aujourd'hui rue des Fontaines-du-Temple), ainsi assurant la liaison du marché avec le quartier du Temple.

## Pour approfondir